# Battaglia di Lobositz
La battaglia di Lobositz o di Lobovice fu combattuta il 1º ottobre 1756 ed è annoverata per essere la prima battaglia combattuta durante la guerra dei sette anni. Essa fu combattuta tra lo schieramento prussiano, forte di 29 000 uomini, guidato da Federico il Grande e le truppe austriache, forti di 35 000 uomini, guidate dal feldmaresciallo Maximilian Ulysses Browne.
Essendo un fermo sostenitore della tattica della guerra preventiva, il 29 agosto 1756 Federico il Grande diede il via ad una spedizione militare per invadere la Sassonia e prendere di sorpresa l'esercito austriaco, nonostante il parere sfavorevole dei suoi alleati britannici.
Sebbene impreparato a fronteggiare un attacco così fulmineo, l'esercito sassone prese posizione difensiva nei pressi di Pirna, subendo l'assedio di Federico, deciso ad isolarli e a costringerli alla resa per fame.
Con lo scopo di prestare aiuto agli alleati sassoni, gli austriaci inviarono un corpo di spedizione guidato dal feldmaresciallo Maximilian Ulysses Browne, che tuttavia venne intercettato dalle truppe di Federico nei pressi della cittadina di Lobositz (in ceco Lovosice) lungo le rive del fiume Elba.

## Gli schieramenti
Gli austriaci si posizionarono sulla cima della collina di Lovoš, dirimpetto ad una seconda collina, la Homolka, e dietro ad una zona paludosa che, seppure guadabile sia a piedi che a cavallo, avrebbe costretto il nemico ad avanzare in maniera scomposta e disordinata.
Il feldmaresciallo Browne aveva schierato la sua ala destra, nascondendola lungo le rive di un piccolo fiume, il Morellenbach, ricco di acquitrini e molto tortuoso, schierando lungo gli unici due ponti di pietra che permettevano di attraversarlo alcune batterie di artiglieria.
Il centro dello schieramento era posizionato lungo una strada che dal Morellenbach conduceva fino al villaggio di Lobositz, e difesa da trincee e da pezzi di artiglieria leggera. Le batterie di artiglieria pesante vennero poste subito a destra dello schieramento centrale.
La cavalleria austriaca, che avrebbe dovuto schierarsi con i suoi corazzieri lungo l'ala destra della formazione, venne invece posta subito davanti allo schieramento centrale, mentre l'ala destra vera e propria venne formata dal resto della fanteria austriaca che si attestò dal villaggio di Lobositz fino al vicino villaggio di Nieder Welhoten (oggi Přední Lhoty).
I prussiani, invece, si schierarono nel passaggio naturale tra le due colline di Lobosch ed Homolka, mentre le batterie di artiglieria pesante, dopo aver creato un ampio spiazzo artificiale, vennero posizionate sulla cime della collina di Homolka, da dove potevano dominare l'intera area circostante.

## La battaglia
A causa della fitta nebbia alzatasi sin dal primo mattino, Federico, dalla sua posizione, scambiò la cavalleria e la fanteria leggera schierate nei pressi di Lobositz per la retroguardia dell'esercito austriaco e, temendo che gli austriaci potessero riattraversare l'Elba nei pressi di Bad Schandau e poter così raggiungere gli assediati presso Pirna, ordinò ai suoi di attaccare, schierandosi su tre fila.
La battaglia iniziò con un intenso scambio di colpi di artiglieria da entrambe le parti: i prussiani, dall'alto dell'Homolka si concentrarono contro gli squadroni di cavalleria austriaca, forte di circa 1 500 uomini, mentre da parte loro gli austriaci usarono i loro cannoni contro la fanteria prussiana che avanzava verso la collina di Lobositz.